# Karielija Pietrozawodsk
Karielija Pietrozawodsk (ros. Футбольный клуб «Карелия» Петрозаводск, Futbolnyj Kłub "Karielija" Pietrozawodsk) – rosyjski klub piłkarski z siedzibą w Pietrozawodsku.

## Historia
Chronologia nazw:
- 2011—...: Karielija Pietrozawodsk (ros. «Карелия» Петрозаводск)

Klub Piłkarski Karielija został założony 7 lutego 2011 w mieście Pietrozawodsk.
W sezonie 2011/12 drużyna debiutowała w drugiej dywizji Mistrzostw Rosji, gdzie zajęła 12.miejsce w grupie zachodniej. Następny sezon 2012/13 nie został dokończony, klub zrezygnował z dalszych występów, chociaż zajął końcowe 10.miejsce wśród 14 zespołów. W 2014 klub startował w Mistrzostwach Międzyregionalnego Stowarzyszenia Federacji Piłkarskich „Północny Zachód”, które zwyciężył. Również zdobył Puchar Międzyregionalnego Stowarzyszenia Federacji Piłkarskich „Północny Zachód”.
W sezonie 2015/16 po raz trzeci startował w drugiej dywizji Mistrzostw Rosji. Jednak ponownie nie dokończył sezon zajmując przedostatnie 14.miejsce. W sezonie 2016/17 z powodu braku finansów klub nie uczestniczył w żadnych rozgrywkach. W sezonie 2018 zespół startował w Mistrzostwach Międzyregionalnego Stowarzyszenia Federacji Piłkarskich „Północny Zachód”.

## Sukcesy
- mistrz Karelii: 2014
- 10.miejsce w Rosyjskiej drugiej dywizji, grupie zachodniej: 2012/13